# 翁家勝丸
翁家 勝丸（おきなや かつまる、1975年（昭和50年）5月23日 - ）は、太神楽曲芸協会・落語協会に所属する太神楽曲芸師。翁家勝之助門下。
本名∶沼田 幸作。出囃子は『じんじろ』。

## 経歴
- 1995年（平成7年）- 翁家勝之助に入門。「勝丸」の芸名で落語協会にて前座修行開始。
- 1996年（平成8年）- 前座修了。
- 1997年（平成9年）- 寄席への出演を開始。

## 人物
両親は夫婦漫才の林家ライス・カレー子、姉は林家まる子。

## 弟子
- 翁家丸果 - 2025年3月入門[1]